# Gutaperxa

Estructura química de la gutaperxa

Gutaperxa (del malai getah= cautxú i perxa= arbre) és un tipus de goma semblant al cautxú, translúcida, sòlida i flexible, fabricada a base del làtex provinent d'arbres del gènere Palaquium , indígenes al sud-est asiàtic.

## Estructura
Com el cautxú, la gutaperxa és un polímer de l'isoprè. Però a diferència del cautxú (isòmer CIS), la gutaperxa és un isòmer trans, que fa a aquesta última molt menys elàstica.

## Utilització
S'utilitza a escala industrial, entre d'altres, en la fabricació de teles impermeables i l'aïllament de cables elèctrics (sobretot cables submarins) donades les seves bones propietats com aïllant. El material es torna emmotllable a una temperatura aproximada de 50 °C. No aguanta una exposició llarga al sol.
També s'utilitza per a l'obturació dels conductes radiculars de les dents en endodòncia.